# Châteauneuf-le-Rouge
Châteauneuf-le-Rouge là một xã ở tỉnh Bouches-du-Rhône, thuộc vùng Provence-Alpes-Côte d’Azur ở miền nam nước Pháp.